# Specklinia stillsonii
Specklinia stillsonii är en orkidéart som först beskrevs av Donald Dungan Dod, och fick sitt nu gällande namn av Alec M. Pridgeon och Mark W. Chase. Specklinia stillsonii ingår i släktet Specklinia och familjen orkidéer. Inga underarter finns listade i Catalogue of Life.